# Noa Lasry
Noa Lasry es una deportista israelí que compite en vela en la clase 470. Ganó una medalla de plata en el Campeonato Mundial de 470 de 2021, en la prueba mixta.

## Palmarés internacional
| \| Campeonato Mundial \| Campeonato Mundial \| Campeonato Mundial \| Campeonato Mundial \| \| Año \| Lugar \| Medalla \| Clase \| \| ------------------ \| -------------------- \| ------------------ \| ------------------ \| \| 2021 \| Vilamoura (Portugal) \| Medalla de plata \| 470 mixto \| |                      |                  |           |
| Campeonato Mundial |                      |                  |           |
| Año | Lugar                | Medalla          | Clase     |
| 2021 | Vilamoura (Portugal) | Medalla de plata | 470 mixto |